# Coulommes-et-Marqueny
Coulommes-et-Marqueny település Franciaországban, Ardennes megyében. Lakosainak száma 75 fő (2022. január 1.). Coulommes-et-Marqueny Chardeny, Chuffilly-Roche, Dricourt, Leffincourt, Pauvres, Quilly, Sainte-Vaubourg és Vaux-Champagne községekkel határos.

## Népesség
A település népességének változása:
| Lakosok száma | 113  | 84   | 107  | 92   | 92   | 94   | 83   | 77   | 75   | 75   |
|               | 1968 | 1982 | 1990 | 2006 | 2013 | 2015 | 2017 | 2019 | 2020 | 2022 |